# Ligne de Perpignan à Villefranche - Vernet-les-Bains
La ligne de Perpignan à Villefranche - Vernet-les-Bains est une ligne ferroviaire française, à écartement standard et à voie unique électrifiée, du département des Pyrénées-Orientales. D'une longueur de 47 kilomètres, elle assure la liaison entre Perpignan et Villefranche-de-Conflent, via Prades et la basse vallée de la Têt.
Depuis 2009, elle assure le lien avec la ligne de Perpignan à Figueras (LGV), dans sa partie initiale (Perpignan – Le Soler), et est donc partiellement empruntée par des trains à grande vitesse et des convois de fret.

## Historique

### Chronologie des ouvertures
- 10 décembre 1868[1], 23 km de Perpignan à l'Ille-sur-Têt par la Compagnie PP
- 15 mars 1870[1], 4 km de l'Ille-sur-Têt à Bouleternère par la Compagnie PP
- 3 janvier 1877[2], de Bouleternère à Prades par l'administration du séquestre.
- 2 juin 1895[3], de Prades à Villefranche-de-Conflent par la Compagnie du Midi[4].

### De Perpignan à Prades (1863-1877)
L'Assemblée nationale vote le 20 avril 1863 une loi autorisant une subvention de 2 millions de francs pour l'exécution d'un chemin de fer de Perpignan à Prades, le Sénat, après examen en commission, suit les conclusions du rapporteur Élie de Beaumont en votant le texte lors de la séance du 1er mai 1863. La loi autorisant la subvention est promulguée le 6 mai 1863. La déclaration d'utilité publique est décrétée le 18 juin 1863. Ce même décret annonce la mise en adjudication de la concession et précise les conditions d'attribution de la subvention dont le maximum possible est de deux millions de francs. Le paiement se fera en six termes semestriels égaux, l'adjudicataire devant à chaque terme justifier du paiement d'une somme triple pour des achats concernant directement la construction du chemin de fer.
Le 22 août 1863 à l'hôtel du ministère de l'agriculture, du commerce et des travaux publics, a lieu l'adjudication du chemin de fer de Perpignan à Prades. Il y a une seule soumission provenant d'Edmund Sharpe (ou Edmond), ingénieur et architecte britannique, qui propose une réduction de mille francs sur la subvention maximum de deux millions de francs. Le soumissionnaire ayant fait un dépôt de garantie l'adjudication est déclarée valable et confirmée par le décret 29 août 1863. Edmund Sharpe commence les travaux avant de céder sa concession à la Compagnie du chemin de Fer de Perpignan à Prades (PP) : société anonyme constituée à Paris par acte notarié du 23 août 1867. La Compagnie PP met en service une première section entre les gares de Perpignan et d'Ille-sur-Têt le 10 décembre 1868, puis un tronçon entre Ille-sur-Têt et Bouleternère le 15 mars 1870. C'est une compagnie fermière qui gère l'exploitation de la ligne de 27 kilomètres qui comporte six stations : Perpignan (en commun avec la compagnie du Midi), Le Soler, Saint-Féliu-d'Avall, Millas et Bouleternère.
Ne parvenant pas à terminer la ligne dans le temps imparti par le cahier des charges, la Compagnie PP adresse à l'administration, le 8 avril 1870, une demande de prolongation du délai pour l'achèvement de la construction de la ligne, elle est acceptée et confirmée par le décret Impérial du 24 juin 1870 qui repousse la date limite au 1er juin 1871.
La ligne est cédée par l'État à la Compagnie des chemins de fer du Midi et du Canal latéral à la Garonne par une convention signée entre le ministre des Travaux publics et la compagnie le 9 juin 1883. Cette convention est approuvée par une loi le 20 novembre suivant.

### De Prades à Villefranche-de-Conflent (1879-1895)
Le prolongement de la ligne par un chemin de fer de 15 km entre Prades et Olette figure au numéro 166 du « plan Freycinet », elle fait partie des lignes d'intérêt général inscrites dans la loi du 17 juillet 1879. La loi du 9 mars 1880 déclare d'utilité publique le chemin de fer de Prades à Olette, le conseil général demande que la section de Prades à Villefranche soit rapidement exécutée mais que soient reprises les études pour la suite du tracé en prenant en compte les difficultés du tracé, la desserte des sites miniers et le raccordement avec la frontière espagnole.
Mais la compagnie fait faillite et c'est l'État qui récupère la ligne. La section de « Prades à Olette » est finalement concédée à titre définitif à la Compagnie des chemins de fer du Midi et du Canal latéral à la Garonne par une convention signée entre le ministre des Travaux publics et la compagnie le 9 juin 1883. Cette convention est approuvée par une loi le 20 novembre suivant. La ligne est mise en service le 2 juin 1895 jusqu'à Villefranche-de-Conflent. Finalement une convention signée le 5 décembre 1902 entre le ministre des Travaux publics et la Compagnie des chemins de fer du Midi et du Canal latéral à la Garonne prévoit le remplacement de la construction de la section de Villefranche-de-Conflent à Olette par la réalisation d'une ligne à voie métrique de Villefranche à Bourg-Madame. Cette convention est approuvée par une loi le 4 mars 1903. C'est ainsi que la gare de Villefranche-de-Conflent devient la tête de la ligne de Cerdagne, à voie métrique, qui assure à partir de 1910 la liaison avec la Cerdagne et l'arrière-pays pyrénéen.

### Électrification
La ligne est utilisée par la Compagnie du Midi comme laboratoire d'études de la traction électrique : des caténaires sont installées en 1912, alimentées en 12 kV 16 2/3 Hz. Plusieurs prototypes seront testés, certains avec succès, principalement la 1C1 3901. La Compagnie du Midi envisage alors d'électrifier ainsi la quasi-intégralité de son réseau.
Cependant, le 20 août 1920, l'État oblige les différentes compagnies à électrifier en 1 500 V continu : le 12 kV 16 2/3 Hz est abandonné, sauf sur la ligne Perpignan - Villefranche-de-Conflent.
Isolée électriquement, l'exploitation de la ligne continue en 12 kV 16 2/3 Hz, grâce aux vaillantes automotrices de la série Z 4900 et à la 1C1 3901. À la radiation de cette dernière en 1959, les Z 4900 assurent le service des trains de voyageurs, mais aussi la traction des trains de marchandises. À bout de souffle à l'âge vénérable de 60 ans, elles sont retirées du service et la ligne est mise hors tension en 1971 et les trains y sont désormais assurés en traction thermique.
Après l'électrification Narbonne-Port Bou et afin d'éviter une exploitation peu logique et donc pas rentable (c'est la seule ligne en traction thermique de la région, à exception de la section Rivesaltes-Axat de la ligne de Carcassonne à Rivesaltes), la ligne est réélectrifiée à l'économie en 1 500 V continu, avec mise sous tension le 24 mai 1984.

### Modernisation de la ligne
D'importants travaux de rénovation ont été entrepris en 2006 en parallèle à la construction de la ligne de Perpignan à Figueras (LGV). La voie a été doublée entre Perpignan et Le Soler, car ce tronçon assure le lien entre l'extrémité Nord de la nouvelle ligne et le réseau classique. De même, certaines gares ont été rénovées : rehaussement du quai, réaménagements comme à Prades. La vitesse maximale a ainsi pu être rétablie à 100 km/h sur certaines parties de la ligne.

### Accident de Millas
Le 14 décembre 2017, le TER no 877660, circulant entre Villefranche et Perpignan, percute un autocar scolaire au passage à niveau no 25, sur la commune de Millas. Cet accident fait six morts parmi les adolescents et quatorze blessés graves, tous occupants du car,. Le car est coupé en deux dans la violence du choc, mais le train ne déraille pas. Pour les besoins de l'enquête judiciaire, le passage à niveau reste fermé à toute circulation. Les circulations ferroviaires sont donc interrompues entre Villefranche et Perpignan depuis le jour de l'accident. Cette fermeture est levée le 21 octobre 2019, soit près de deux ans après. La reprise des circulations ferroviaires est alors envisagée pour mars 2020, après des travaux de modernisation de la ligne et le réaménagement du passage à niveau. La ligne ne devait rouvrir que le 6 avril 2020, et uniquement entre Perpignan et Ille-sur-Têt, en raison d'un éboulement de terrain qui a eu lieu en janvier 2020 au-dessus de Prades, fragilisant la falaise et endommageant la voie ferrée. Cependant, en raison de la pandémie de Covid-19, l'ouverture est finalement reportée au 21 mai 2020,. Ce n'est que le 31 août suivant que la ligne est rouverte d'Ille-sur-Têt à Prades, et le 16 novembre entre Prades et Villefranche,.

### Accident d'Eus
Le 24 juillet 2024, le TER n°877650, circulant entre Villefranche-Vernet-les-Bains et Perpignan, déraille à la suite d'une coulée de boue sur la voie ferrée (à hauteur de la commune d'Eus, entre les gares de Prades et Marquixanes) puis percute et endommage le pont dont la route relie la commune de Los Masos à la RD66. À la suite du déraillement du train, cinq des neuf passagers du train ont été légèrement blessés et trois d'entre eux ont été transporté à l'hôpital de Prades. À la suite de cet accident la ligne est partiellement fermée, entre Ille-sur-Têt et Villefranche-Vernet-les-Bains, la partie de la ligne fermé depuis le jour de l'accident n'a pas été rouverte à cause de difficultés pour effectuer les travaux. La reprise du trafic est estimée pour l'été 2025.[réf. souhaitée]

## Caractéristiques

### Équipement
La ligne est à voie unique, électrifiée en 1 500 volts continu et est exploitée par 3 régimes d'exploitations différents, eux-mêmes associés à 3 types de signalisations :
- de Perpignan à la bifurcation avec la LGV de Perpignan à Figueras : double voie banalisée équipée du block automatique lumineux (BAL)[31] ;
- de la bifurcation avec la LGV à Ille-sur-Têt : une voie banalisée équipée du block automatique à permissivité restreinte (BAPR)[31] ;
- d'Ille-sur-Têt à Villefranche : voie unique à signalisation ordinaire (VUSO) équipée du cantonnement téléphonique (CT) assisté par informatique (CAPI)[31].

### Desserte
La ligne est uniquement desservie par des TER Occitanie qui relient Perpignan à Villefranche-Vernet-les-Bains, avec une fréquence de huit allers-retours par jour, toute la semaine.[réf. souhaitée]